# Transverse Ranges

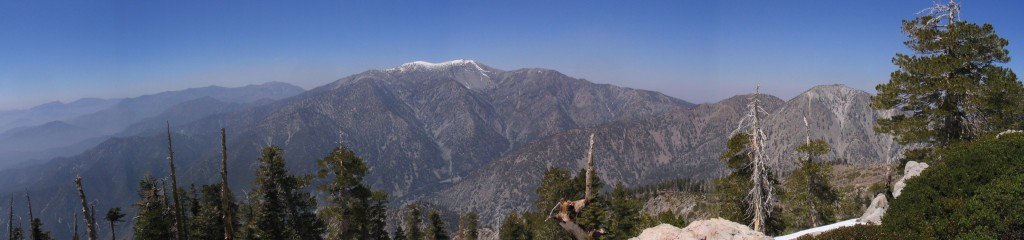
San Gabriel Mountains

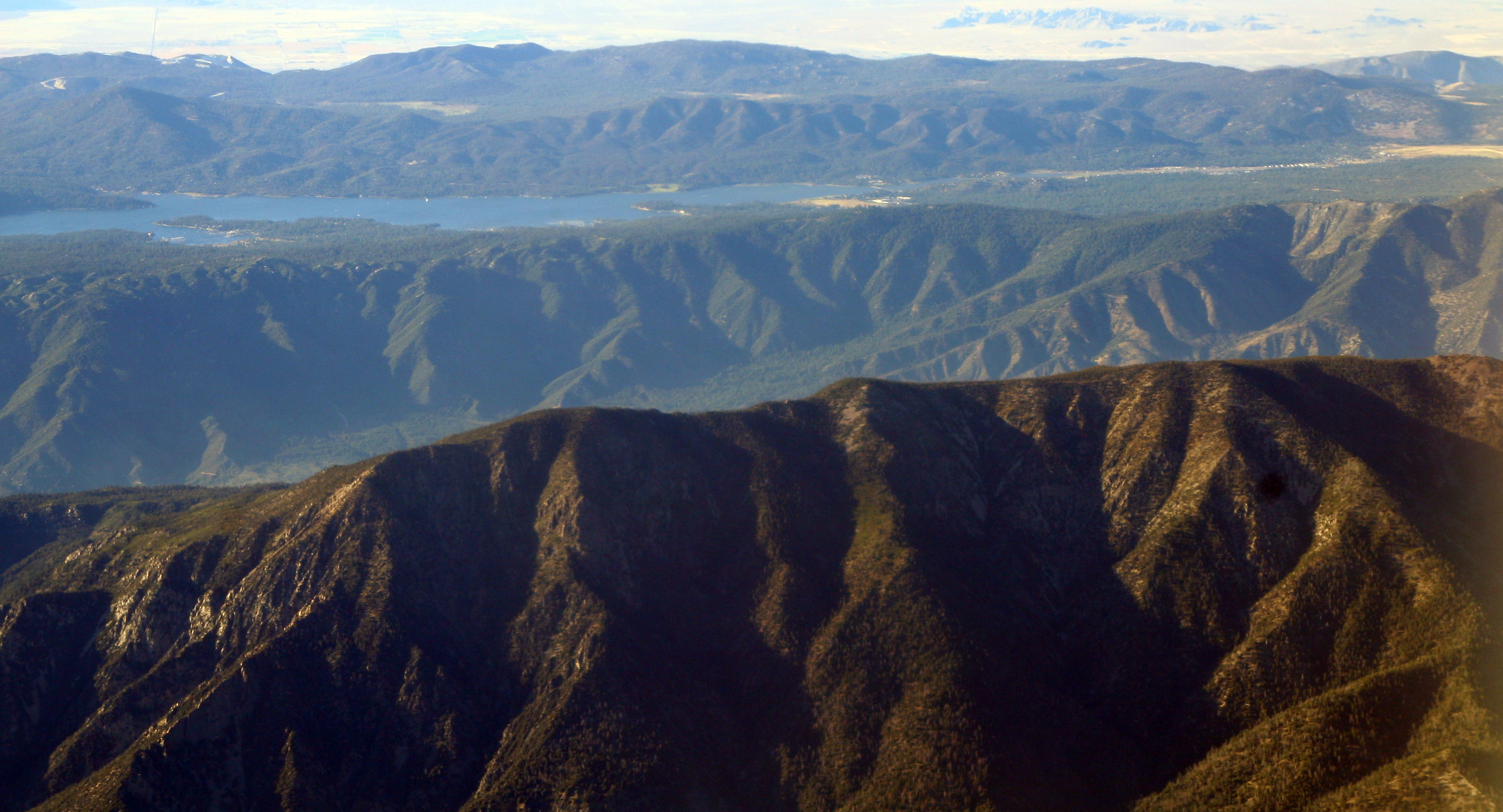
San Bernardino Mountains mit Mount San Gorgonio im Vordergrund und Big Bear Lake im Hintergrund

Die Transverse Ranges (oder genauer die Los Angeles Ranges) sind eine Bergkette in Südkalifornien. Sie beginnen am südlichen Ende der California Coast Ranges und liegen zwischen den Countys Santa Barbara und San Diego.
Der Name Transverse Ranges (deutsch „querverlaufende Gebirgszüge“) leitet sich von ihrer Ost-West-Ausrichtung her. Die Transverse Ranges liegen quer zu der bei den meisten Gebirgszügen an der kalifornischen Küste üblichen Nord-Süd-Ausrichtung und verbinden das südliche Kalifornische Küstengebirge mit der Sierra Nevada.

## Geologie

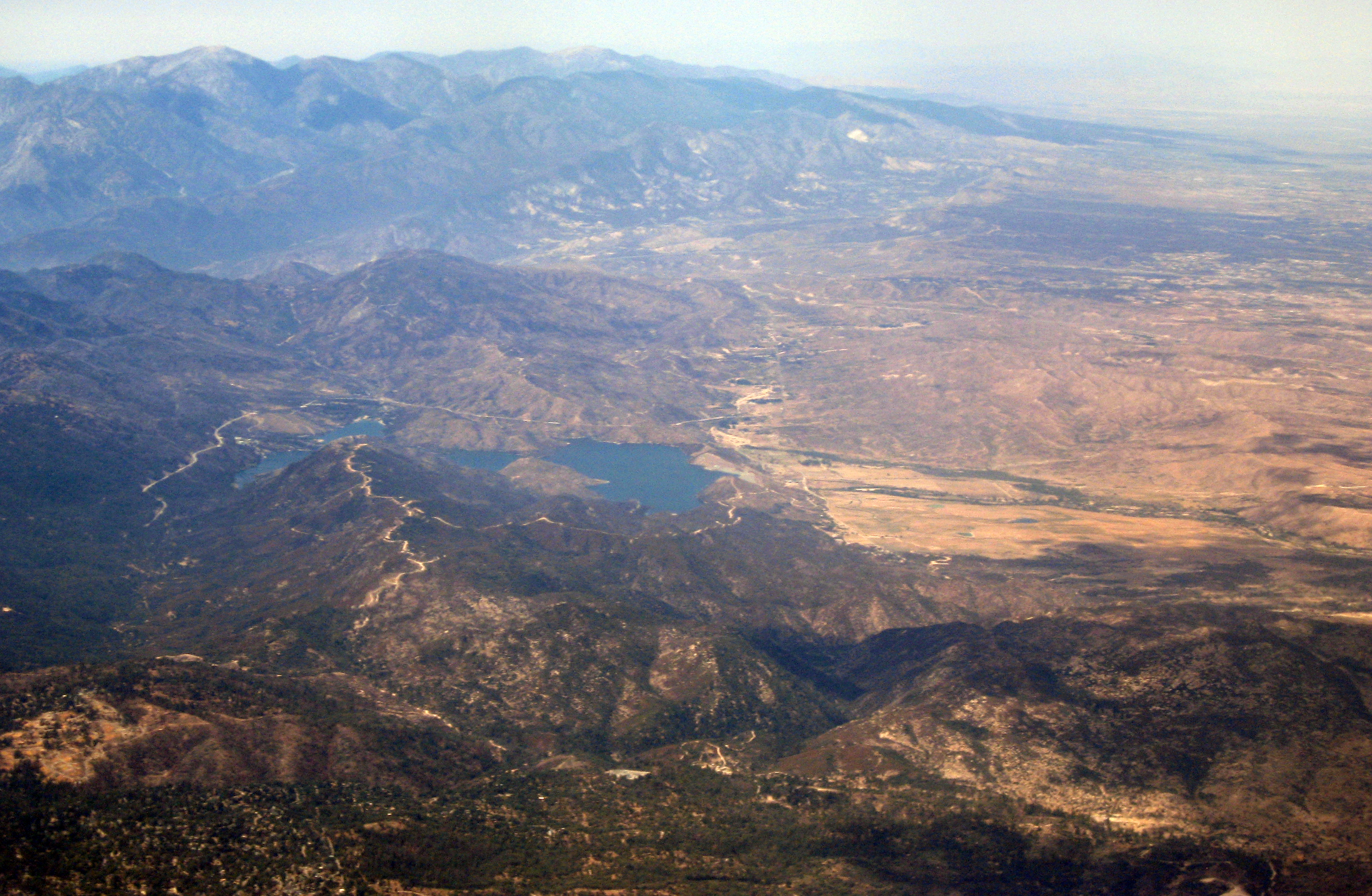
Östlicher Teil der San Bernardino und San Gabriel Mountains mit der Mojave-Wüste rechts und dem Silverwood Lake nahe der Grenze Die San-Andreas-Verwerfung geht durch die Mitte zum Horizont.

Die Transverse Ranges können in zwei geologisch unterschiedliche Teile gegliedert werden. Die westlichen Gebirge sind niedriger und werden größtenteils aus Sedimenten und Vulkaniten aufgebaut. Die Gipfel der östlichen Transverse Ranges erreichen hingegen Höhen von über 3000 m und bestehen zumeist aus mesozoischen Graniten sowie proterozoischen Metamorphiten. Die Transverse Ranges liegen auf der Nordamerikanischen Platte. Das Krustenstück brach auf der Höhe des heutigen Nordwestmexikos vom Kontinent ab und rotierte im Uhrzeigersinn. Somit ist der Gebirgszug ein Resultat der tektonischen Kräfte zwischen der Pazifischen Platte und der Nordamerikanischen Platte entlang des San-Andreas-Verwerfungs-System. Ihre Ausrichtung entlang der Ost-West-Achse steht im Gegensatz zum normalen Südost-Nordwest-Trend der meisten geomorphologischen Großstrukturen in Kalifornien und resultiert aus einer ausgeprägten Krümmung im Verlauf der San-Andreas-Verwerfung – Big Bend genannt. Der Big Bend entstand zum einen durch die Krustendehnung in der Basin and Range Province und zum anderen verlagerte sich vor rund 6.1 Ma die amerikanisch-pazifische Plattengrenze nach Osten in den Golf von Kalifornien.
Die Transverse Ranges sind verschiedene physiogeographische Teilbereiche der größeren Pacific-Border-Provinz, die ihrerseits Teil des größeren Pacific Mountain Systems ist. Sie zeigen extreme Differenzen im geologischen Alter und in der Zusammensetzung auf, variierend von Sedimentgestein in den westlichen Santa Ynez und Santa Monica Mountains zu vor allem Granit- und metamorphischem Gestein in den östlichen Regionen, die abrupt in den San Gabriel und San Bernardino Mountains beendet werden.

## Geographie
Die Transverse Ranges beginnen am Point Conception im Santa Barbara County und umfassen die Santa Ynez Mountains, die parallel zu den Küstenbergen hinter Santa Barbara verlaufen. Im Santa Barbara County umfassen sie des Weiteren die San Rafael Mountains und die Sierra Madre Mountains, beide dehnen sich ungefähr an der Grenze des Ventura Countys aus. Die Transverse Ranges umfassen auch die Topatopa Mountains und die Santa Susana Mountains im Ventura County und im Los Angeles County die Simi Hills, die Santa Monica Mountains, die entlang der Pazifikküste hinter Malibu verlaufen und deren östlichen Teil als Hollywood Hills bekannt ist, die steilen San Gabriel Mountains nordöstlich von Los Angeles, die Puente Hills und Chino Hills und die San Bernardino Mountains. Im Norden der Transverse Ranges sind die Central Coast Ranges, das Central Valley und die Tehachapi Mountains, die das Central Valley von der Mojave-Wüste im Osten trennen und die Transverse Ranges mit der Sierra Nevada verbinden. Die Mojave-Wüste und die kalifornische trockene Wüste sind auch Teil der Transverse Ranges; San Miguel Island, Santa Rosa Island, Santa Cruz Island und Anacapa Island sind eine westliche Ausdehnung der Santa Monica Mountains.
Beachtenswerte Berge in den Transverse Ranges:
- Mount San Gorgonio (3505 m) in den San Bernardino Mountains
- San Bernardino Peak (3246 m) ebenfalls in den San Bernardino Mountains
- Mount San Antonio (Old Baldy; 3068 m) in den San Gabriel Mountains
- Mount Wilson (1742 m) in den San Gabriel Mountains
- Mount Pinos (2692 m) in den San Emigdio Mountains
- Frazier Mountain (2446 m) ebenfalls in den San Emigdio Mountains
- Reyes Peak (2289 m) in der Pine Mountain Ridge

## Verkehr

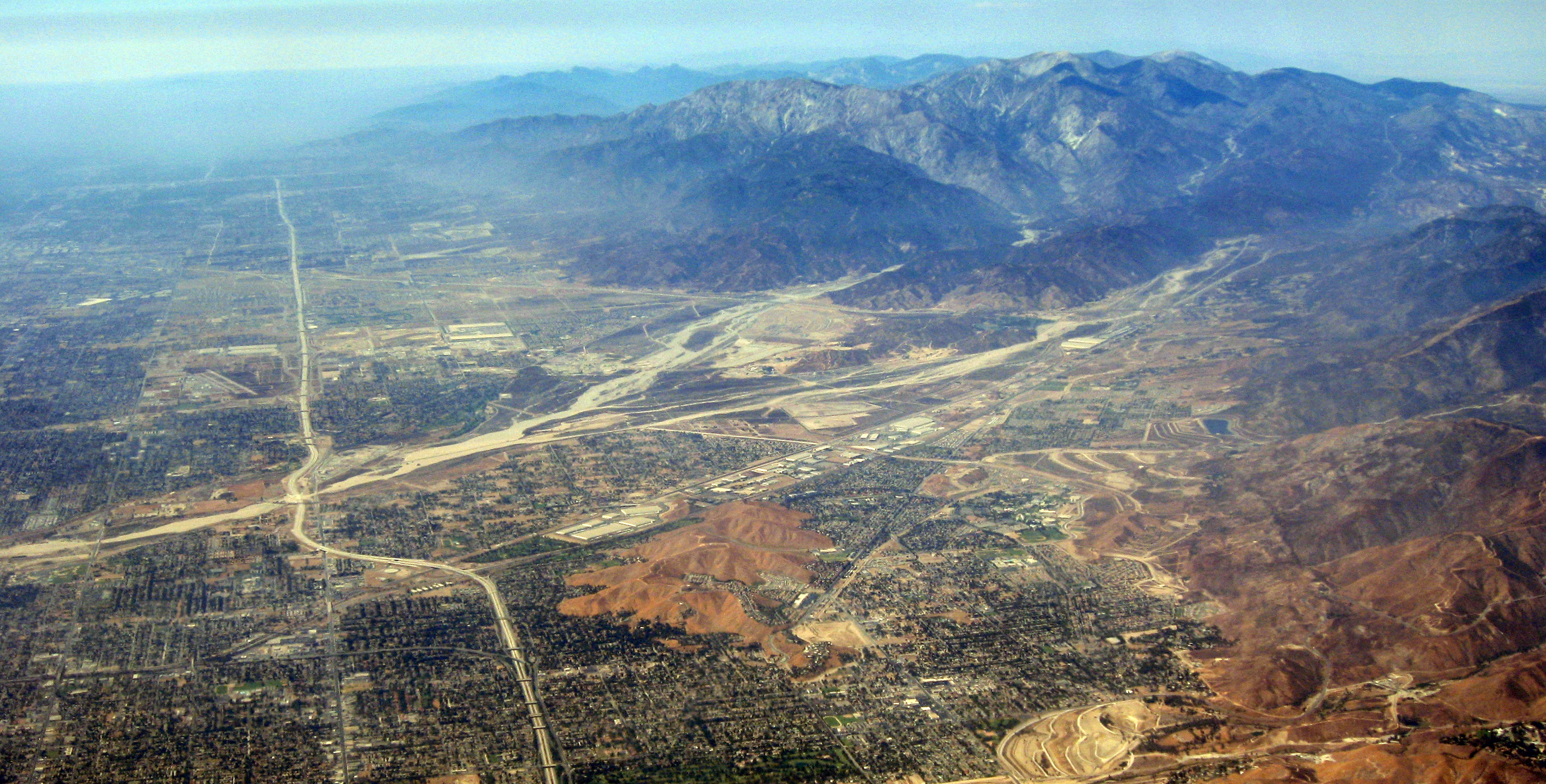
Westlicher Teil der San Bernardino und San Gabriel Mountains mit dem San Bernardino Valley links und San Bernardino selbst im Vordergrund. Der Foothill Expressway (Interstate 210) verläuft auf den Horizont zu, während der Interstate 15 über den Cajon-Pass rechts verläuft

Es gibt eine Anzahl an Autobahnen, die die Transverse Ranges kreuzen, wie (von West nach Ost) der Interstate 5 über den Tejon-Pass, die California State Road 14 über den Soledad-Pass und der Interstate 15 über den Cajon-Pass. Diese Autobahnen verbinden Südkalifornien mit Orten im Norden und Nordosten wie San Francisco beziehungsweise Las Vegas. Mit der Ausnahme von höheren Pässen an den wenig befahrenen California State Routes California State Route 33, California State Route 2, California State Route 330, California State Route 18 und California State Route 38 sind keine dieser Pässe hoch mit dem Cajon-Pass mit bescheidenen 1277 m über Normalnull; das bedeutet, dass Schnee hier weniger ein Faktor als auf den hohen Bergpässen im Norden wie der Donner Pass ist. Manchmal kann schwerer Schneefall zu einem Verkehrschaos auf den Tejon- und Cajon-Pässen führen. Interstate 5 und Interstate 15 erfahren gemeinsam schweren Verkehr über die bergige Strecke über diese Berge.

## Ökologie
Die einheimischen Pflanzengesellschaften der Transverse Ranges umfassen Küstensalbeigestrüpp, Chaparral (unterer Chaparral, oberer Chaparral und Wüstenchaparral), Eichenwälder und -savannen, Pinyon-Kiefer-Wacholder-Wald, Gelbkieferwald, Küsten-Kiefer-Wald und subalpinen Wald in höheren Lagen.
Die Angeles und Los Padres National Forests bedecken Teile der Transverse Ranges. Die Gebirgsketten sind Teil der Kalifornisches Chaparral- und Waldland-Ökoregion, aber die östlichen Ende der Gebirgskette berühren sie zwei Wüsten-Ökoregionen, die Mojave-Wüste und die Sonora-Wüste. Die Carrizo Plain stößt an das nördliche Ende der Transverse Ranges an.
Chaparral ist ein gemeinsames Merkmal der Transverse Ranges. Gemeinsame Pflanzen vereinigen sich im Chaparral, speziell im Übergang zwischen Küsten-Chaparral und Küstensalbeigestrüpp (Kalifornischer Beifuß und Heteromeles; der letztgenannte Strauch hat als seine südliche Verbreitungsgrenze die Transverse Ranges).

### Städtischer Einfluss
Eine Anzahl von dicht bevölkerten Küstenebenen und inneren Tälern liegen zwischen den Bergketten. Sie umfassen das Oxnard Plain im Küstenbereich des Ventura Countys, das Santa Clarita Valley nördlich von Los Angeles und das San Fernando Valley, das hauptsächlich aus der Stadt Los Angeles besteht. Das Los Angeles Basin, das Teile des Los Angeles County südlich der Santa Monica Mountains sowie den größten Teil des Orange Countys umfasst und das Inland-Empire-Becken, das die Städte San Bernardino und Riverside umfasst, liegt zwischen den Transverse Ranges und den Peninsular Ranges im Süden.